# Exitus
Exitus és un terme llatí que significa «sortida» i s'empra en medicina com a simplificació de l'expressió més correcta Exitus letalis, que literalment significa «sortida mortal» o «sortida que causa la mort» o més mèdicament «procés cap a la mort». El seu ús en medicina (sobretot en medicina forense i medicina legal) és per significar que la malaltia ha progressat cap a o desembocat en la mort.
De vegades es feia servir també l'expressió exitus letalis per tancar les històries clíniques d'aquells pacients la malaltia dels quals havia acabat amb la mort.